# Division IB du Championnat du monde féminin de hockey sur glace 2016
Navigation
Division IB 2017
Le tournoi de la Division IB du Championnat du monde féminin de hockey sur glace 2016 se déroule à Asiago en Italie du 4 au 10 avril 2016.
| \| Localisation de Asiago au Nord de l'Italie. \| Localisation de Asiago au Nord de l'Italie. |
| Localisation de Asiago au Nord de l'Italie.                                                   |

## Format de la compétition
Le Championnat du monde féminin de hockey sur glace est un ensemble de plusieurs tournois regroupant les nations en fonction de leur niveau. Les meilleures équipes disputent le titre dans la Division Élite.

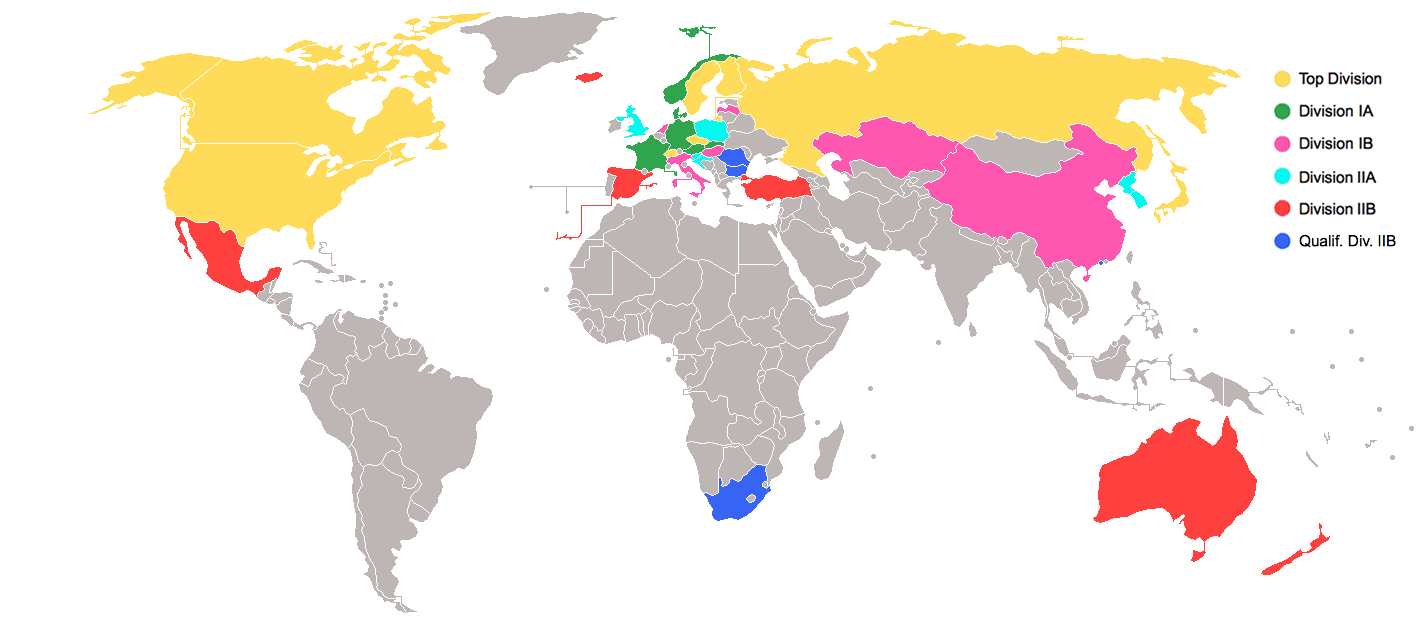
Pays participant au Championnat du monde féminin de hockey sur glace 2016.

Les 8 équipes de la Division Élite sont réparties en deux groupes de 4 : les mieux classées dans le groupe A et les autres dans le groupe B. Chaque groupe est disputé sous la forme d'un championnat à matches simples. Les 2 premiers du groupe A sont qualifiés d'office pour les demi-finales. Les 2 derniers du groupe A et les 2 premiers du groupe B s'affrontent lors de quarts de finale croisés. Les 2 derniers du groupe B participent au tour de relégation qui détermine l'équipe qui sera reléguée en Division I A lors de l'édition de 2017.
Pour les autres divisions qui comptent 6 équipes (sauf le groupe de Qualification pour la Division II B qui en compte 4), les équipes s’affrontent entre elles et, à l'issue de cette compétition, le premier est promu dans la division supérieure et le dernier est relégué dans la division inférieure.
Lors des phases de poule, les points sont attribués ainsi :
- 3 points pour une victoire dans le temps réglementaire ;
- 2 points pour une victoire en prolongation ou aux tirs de fusillade ;
- 1 point pour une défaite en prolongation ou aux tirs de fusillade ;
- 0 point pour une défaite dans le temps réglementaire.

## Résultats
| 4 avril 2016 | Kazakhstan | 2-5 (2-1, 0-2, 0-2) | Lettonie | Pala Hodegart, Asiago 40 spectateurs |

| Feuille de match  | Feuille de match                                                     | Feuille de match            | Feuille de match | Feuille de match                                                                |
| ----------------- | -------------------------------------------------------------------- | --------------------------- | --- | ------------------------------------------------------------------------------- |
|                   | Tukhtieva (Fux) — 12 min 48 s (IN) - Fux (Tukhtieva) — 15 min 56 s - | 1-0 1-1 2-1 2-2 2-3 2-4 2-5 | - Bičevska (Ozmena) — 13 min 1 s (SN) - Miljone (Ag. Apsīte) — 37 min 15 s Miljone ( Ai. Apsīte) — 39 min 51 s (SN) Miljone — 46 min 39 s (IN) Koka — 51 min 46 s | Arbitrage : Nikoleta Celárová Juges de lignes : Mirjam Gruber Michaela Kúdeľová |
| Aizhan Raushanova | Gardiens                                                             | Evija Tētiņa                | | Arbitrage : Nikoleta Celárová Juges de lignes : Mirjam Gruber Michaela Kúdeľová |
| 12 min            | Pénalités                                                            | 6 min                       | | Arbitrage : Nikoleta Celárová Juges de lignes : Mirjam Gruber Michaela Kúdeľová |
| 32                | Tirs                                                                 | 34                          | | Arbitrage : Nikoleta Celárová Juges de lignes : Mirjam Gruber Michaela Kúdeľová |

| 4 avril 2016 | Hongrie | 2-1 (1-0, 0-1, 1-0) | Pays-Bas | Pala Hodegart, Asiago 320 spectateurs |

| Feuille de match | Feuille de match                                               | Feuille de match    | Feuille de match                   | Feuille de match                                                         |
| ---------------- | -------------------------------------------------------------- | ------------------- | ---------------------------------- | ------------------------------------------------------------------------ |
|                  | Kiss (Pintér) — 4 min 10 s (SN) - Somogyi (Ungar) — 49 min 2 s | 1-0 1-1 2-1         | - Barbier (Hamers) — 35 min 58 s - | Arbitrage : Maija Kontturi Juges de lignes : Anne Ruth Kuonen Jodi Price |
| Anikó Németh     | Gardiens                                                       | Claudia van Leeuwen |                                    | Arbitrage : Maija Kontturi Juges de lignes : Anne Ruth Kuonen Jodi Price |
| 6 min            | Pénalités                                                      | 6 min               |                                    | Arbitrage : Maija Kontturi Juges de lignes : Anne Ruth Kuonen Jodi Price |
| 32               | Tirs                                                           | 11                  |                                    | Arbitrage : Maija Kontturi Juges de lignes : Anne Ruth Kuonen Jodi Price |

| 4 avril 2016 | Italie | 3-2 (1-1, 1-1, 1-0) | Chine | Pala Hodegart, Asiago 480 spectateurs |

| Feuille de match | Feuille de match | Feuille de match    | Feuille de match                                                           | Feuille de match                                                               |
| ---------------- | --- | ------------------- | -------------------------------------------------------------------------- | ------------------------------------------------------------------------------ |
|                  | - Furlani (Larger, Dalpra) — 16 min 29 s (2 SN) Dalpra (de la Forest de Divonne, Furlani) — 24 min 4 s (SN) - Furlani (Zandegiacomo Mistrotofolo) — 51 min 56 s (SN) | 0-1 1-1 2-1 2-2 3-2 | Zhang (Kong, Wang W.) — 9 min 29 s - Zhang (Yu, Fang) — 39 min 58 s (SN) - | Arbitrage : Ramona Weiss Juges de lignes : Joanna Pobożniak Svenja Strohmenger |
| Daniela Klotz    | Gardiens | Wang Yuqing         |                                                                            | Arbitrage : Ramona Weiss Juges de lignes : Joanna Pobożniak Svenja Strohmenger |
| 6 min            | Pénalités | 18 min              |                                                                            | Arbitrage : Ramona Weiss Juges de lignes : Joanna Pobożniak Svenja Strohmenger |
| 15               | Tirs | 12                  |                                                                            | Arbitrage : Ramona Weiss Juges de lignes : Joanna Pobożniak Svenja Strohmenger |

| 5 avril 2016 | Lettonie | 2-5 (0-2, 1-1, 1-2) | Hongrie | Pala Hodegart, Asiago 70 spectateurs |

| Feuille de match | Feuille de match                                                                  | Feuille de match            | Feuille de match | Feuille de match                                                       |
| ---------------- | --------------------------------------------------------------------------------- | --------------------------- | --- | ---------------------------------------------------------------------- |
|                  | - Bičevska (Mihejenko, Koka) — 25 min 42 s (SN) - Koka (Pētersone) — 50 min 8 s - | 0-1 0-2 1-2 1-3 1-4 2-4 2-5 | Medgyes — 2 min 17 s (SN) Horváth (Pintér) — 6 min 15 s - Rónai (B. Németh) — 30 min 37 s Trencsényi (Jókai-Szilágyi, Brgles) — 46 min 48 s - Brgles (B. Németh) — 55 min 17 s | Arbitrage : Lacey Senuk Juges de lignes : Anina Egli Michaela Kúdeľová |
| Evija Tētiņa     | Gardiens                                                                          | Anikó Németh                | | Arbitrage : Lacey Senuk Juges de lignes : Anina Egli Michaela Kúdeľová |
| 4 min            | Pénalités                                                                         | 8 min                       | | Arbitrage : Lacey Senuk Juges de lignes : Anina Egli Michaela Kúdeľová |
| 25               | Tirs                                                                              | 36                          | | Arbitrage : Lacey Senuk Juges de lignes : Anina Egli Michaela Kúdeľová |

| 5 avril 2016 | Chine | 1-2 (0-0, 0-1, 1-1) | Kazakhstan | Pala Hodegart, Asiago 50 spectateurs |

| Feuille de match | Feuille de match                | Feuille de match  | Feuille de match                                                                        | Feuille de match                                                          |
| ---------------- | ------------------------------- | ----------------- | --------------------------------------------------------------------------------------- | ------------------------------------------------------------------------- |
|                  | Kong (Fang, Yu) — 51 min 25 s - | 0-1 1-1 1-2       | - Tukhtieva (Koroleva, Nurgalieva) — 36 min 1 s Fux (Koroleva, Tukhtieva) — 51 min 49 s | Arbitrage : Ramona Weiss Juges de lignes : Mirjam Gruber Anne Ruth Kuonen |
| Wang Yuqing      | Gardiens                        | Aizhan Raushanova |                                                                                         | Arbitrage : Ramona Weiss Juges de lignes : Mirjam Gruber Anne Ruth Kuonen |
| 8 min            | Pénalités                       | 12 min            |                                                                                         | Arbitrage : Ramona Weiss Juges de lignes : Mirjam Gruber Anne Ruth Kuonen |
| 36               | Tirs                            | 31                |                                                                                         | Arbitrage : Ramona Weiss Juges de lignes : Mirjam Gruber Anne Ruth Kuonen |

| 5 avril 2016 | Pays-Bas | 2-1 (TB) (0-0, 1-0, 0-1, 0-0, 1-0) | Italie | Pala Hodegart, Asiago 700 spectateurs |

| Feuille de match    | Feuille de match                             | Feuille de match | Feuille de match                                       | Feuille de match                                                              |
| ------------------- | -------------------------------------------- | ---------------- | ------------------------------------------------------ | ----------------------------------------------------------------------------- |
|                     | van Nes — 31 min 1 s - de Jong — 65 min (TB) | 1-0 1-1 2-1      | - de la Forest de Divonne (Ricca) — 50 min 18 s (SN) - | Arbitrage : Nikoleta Celárová Juges de lignes : Jodi Price Svenja Strohmenger |
| Claudia van Leeuwen | Gardiens                                     | Daniela Klotz    |                                                        | Arbitrage : Nikoleta Celárová Juges de lignes : Jodi Price Svenja Strohmenger |
| 43 min              | Pénalités                                    | 10 min           |                                                        | Arbitrage : Nikoleta Celárová Juges de lignes : Jodi Price Svenja Strohmenger |
| 25                  | Tirs                                         | 32               |                                                        | Arbitrage : Nikoleta Celárová Juges de lignes : Jodi Price Svenja Strohmenger |

| 7 avril 2016 | Pays-Bas | 1-3 (1-0, 0-2, 0-1) | Chine | Pala Hodegart, Asiago 50 spectateurs |

| Feuille de match    | Feuille de match                               | Feuille de match | Feuille de match                                                                                   | Feuille de match                                                              |
| ------------------- | ---------------------------------------------- | ---------------- | -------------------------------------------------------------------------------------------------- | ----------------------------------------------------------------------------- |
|                     | Wielenga (van Nes, Tjin-a-Ton) — 13 min 57 s - | 1-0 1-1 1-2 1-3  | - Liu (Zhang, Kong) — 29 min 19 s (SN) Kong (Zhang) — 36 min 33 s Fang (Kong, Zhang) — 44 min 43 s | Arbitrage : Lacey Senuk Juges de lignes : Joanna Pobożniak Svenja Strohmenger |
| Claudia van Leeuwen | Gardiens                                       | Wang Yuqing      | | Arbitrage : Lacey Senuk Juges de lignes : Joanna Pobożniak Svenja Strohmenger |
| 18 min              | Pénalités                                      | 4 min            | | Arbitrage : Lacey Senuk Juges de lignes : Joanna Pobożniak Svenja Strohmenger |
| 21                  | Tirs                                           | 28               | | Arbitrage : Lacey Senuk Juges de lignes : Joanna Pobożniak Svenja Strohmenger |

| 7 avril 2016 | Kazakhstan | 2-3 (1-1, 1-1, 0-1) | Hongrie | Pala Hodegart, Asiago 65 spectateurs |

| Feuille de match  | Feuille de match                                                                     | Feuille de match    | Feuille de match                                                                                                  | Feuille de match                                                                   |
| ----------------- | ------------------------------------------------------------------------------------ | ------------------- | --- | ---------------------------------------------------------------------------------- |
|                   | Koroleva (Ryspek, Moldabai) — 11 min 19 s (SN) - Felzink (Tukhtieva) — 20 min 36 s - | 1-0 1-1 2-1 2-2 2-3 | - Jókai-Szilágyi (Medgyes) — 12 min 32 s - Brgles (Jókai-Szilágyi) — 31 min 8 s (SN) Dabasi (Tóth, Kiss) — 48 min | Arbitrage : Nikoleta Celárová Juges de lignes : Michaela Kúdeľová Anne Ruth Kuonen |
| Aizhan Raushanova | Gardiens                                                                             | Anikó Németh        | | Arbitrage : Nikoleta Celárová Juges de lignes : Michaela Kúdeľová Anne Ruth Kuonen |
| 6 min             | Pénalités                                                                            | 8 min               | | Arbitrage : Nikoleta Celárová Juges de lignes : Michaela Kúdeľová Anne Ruth Kuonen |
| 21                | Tirs                                                                                 | 34                  | | Arbitrage : Nikoleta Celárová Juges de lignes : Michaela Kúdeľová Anne Ruth Kuonen |

| 7 avril 2016 | Lettonie | 4-3 (1-1, 1-1, 2-1) | Italie | Pala Hodegart, Asiago 450 spectateurs |

| Feuille de match | Feuille de match | Feuille de match            | Feuille de match | Feuille de match                                                   |
| ---------------- | --- | --------------------------- | --- | ------------------------------------------------------------------ |
|                  | Pētersone (Bičevska, Koka) — 14 s - Koka (Kubliņa) — 38 min 44 s - Miljone (Geca-Miljone) — 52 min 55 s Miljone (Geca-Miljone) — 58 min 12 s | 1-0 1-1 1-2 2-2 2-3 3-3 4-3 | - Furlani (Bettarini) — 15 min 13 s de la Forest de Divonne (Bettarini, Dalpra) — 32 min (SN) - Gius (Zandegiacomo Mistrotofolo) — 49 min 39 s - | Arbitrage : Maija Kontturi Juges de lignes : Anina Egli Jodi Price |
| Evija Tētiņa     | Gardiens | Daniela Klotz               | | Arbitrage : Maija Kontturi Juges de lignes : Anina Egli Jodi Price |
| 10 min           | Pénalités | 8 min                       | | Arbitrage : Maija Kontturi Juges de lignes : Anina Egli Jodi Price |
| 27               | Tirs | 36                          | | Arbitrage : Maija Kontturi Juges de lignes : Anina Egli Jodi Price |

| 8 avril 2016 | Pays-Bas | 3-6 (1-1, 1-1, 1-4) | Kazakhstan | Pala Hodegart, Asiago 80 spectateurs |

| Feuille de match                                           | Feuille de match | Feuille de match                    | Feuille de match | Feuille de match                                                    |
| ---------------------------------------------------------- | --- | ----------------------------------- | --- | ------------------------------------------------------------------- |
|                                                            | - Haverkorn van Rijsewijk (Wielenga, Huisman) — 9 min 11 s (SN) - Hamers (Tjin-a-Ton, van Nes) — 39 min 14 s - Wielenga (van Nes, Tegelaar) — 58 min 18 s (SN) - | 0-1 1-1 1-2 2-2 2-3 2-4 2-5 3-5 3-6 | Ryspek (Fux) — 6 min 36 s (IN) - Ryspek (Koroleva, Likhaus) — 24 min 47 s - Fux (Feklistova) — 40 min 57 s Moldabai (Fux, Tukhtieva) — 43 min 17 s (SN) Fux (Tukhtieva, Moldabai) — 46 min 12 s (SN) - Fux — 59 min 45 s (CV) | Arbitrage : Ramona Weiss Juges de lignes : Anina Egli Mirjam Gruber |
| Claudia van Leeuwen (43 min 17 s) Bianka Bos (15 min 26 s) | Gardiens | Aizhan Raushanova                   | | Arbitrage : Ramona Weiss Juges de lignes : Anina Egli Mirjam Gruber |
| 8 min                                                      | Pénalités | 10 min                              | | Arbitrage : Ramona Weiss Juges de lignes : Anina Egli Mirjam Gruber |
| 35                                                         | Tirs | 20                                  | | Arbitrage : Ramona Weiss Juges de lignes : Anina Egli Mirjam Gruber |

| 8 avril 2016 | Chine | 1-3 (0-1, 1-0, 0-2) | Lettonie | Pala Hodegart, Asiago 40 spectateurs |

| Feuille de match | Feuille de match              | Feuille de match | Feuille de match                                                                             | Feuille de match                                                         |
| ---------------- | ----------------------------- | ---------------- | -------------------------------------------------------------------------------------------- | ------------------------------------------------------------------------ |
|                  | - Kong (Zhao) — 38 min 27 s - | 0-1 1-1 1-2 1-3  | Kubliņa (Ag. Apsīte) — 4 min 50 s - Petersone (Koka) — 57 min 1 s Miljone — 59 min 46 s (CV) | Arbitrage : Maija Konturri Juges de lignes : Joanna Pobożniak Jodi Price |
| Wang Yuqing      | Gardiens                      | Evija Tētiņa     |                                                                                              | Arbitrage : Maija Konturri Juges de lignes : Joanna Pobożniak Jodi Price |
| 4 min            | Pénalités                     | 2 min            |                                                                                              | Arbitrage : Maija Konturri Juges de lignes : Joanna Pobożniak Jodi Price |
| 30               | Tirs                          | 40               |                                                                                              | Arbitrage : Maija Konturri Juges de lignes : Joanna Pobożniak Jodi Price |

| 8 avril 2016 | Hongrie | 4-2 (2-0, 2-1, 0-1) | Italie | Pala Hodegart, Asiago 550 spectateurs |

| Feuille de match | Feuille de match | Feuille de match                                           | Feuille de match                                                                         | Feuille de match                                                               |
| ---------------- | --- | ---------------------------------------------------------- | ---------------------------------------------------------------------------------------- | ------------------------------------------------------------------------------ |
|                  | Pintér (Kiss) — 18 min 14 s Dabasi (Jókai-Szilágyi) — 18 min 24 s B. Németh — 22 min 28 s (SN) Horváth (Dabasi) — 33 min 33 s - | 1-0 2-0 3-0 4-0 4-1 4-2                                    | - Carignano (Saletta, Gius) — 34 min 46 s de la Forest de Divonne (Dalpra) — 47 min 42 s | Arbitrage : Lacey Senuk Juges de lignes : Michaela Kúdeľová Svenja Strohmenger |
| Anikó Németh     | Gardiens | Eugenia Pompanin (33 min 33 s) Daniela Klotz (25 min 17 s) |                                                                                          | Arbitrage : Lacey Senuk Juges de lignes : Michaela Kúdeľová Svenja Strohmenger |
| 6 min            | Pénalités | 12 min                                                     |                                                                                          | Arbitrage : Lacey Senuk Juges de lignes : Michaela Kúdeľová Svenja Strohmenger |
| 32               | Tirs | 19                                                         |                                                                                          | Arbitrage : Lacey Senuk Juges de lignes : Michaela Kúdeľová Svenja Strohmenger |

| 10 avril 2016 | Chine | 3-1 (1-0, 1-0, 1-1) | Hongrie | Pala Hodegart, Asiago 150 spectateurs |

| Feuille de match | Feuille de match                                                                     | Feuille de match | Feuille de match                             | Feuille de match                                                            |
| ---------------- | ------------------------------------------------------------------------------------ | ---------------- | -------------------------------------------- | --------------------------------------------------------------------------- |
|                  | Yu B (He X.) — 3 min 6 s Zhang (Kong) — 38 min 5 s - Zhang (Kong) — 59 min 31 s (CV) | 1-0 2-0 2-1 3-1  | - Trencsényi (Pintér) — 58 min 26 s (2 SN) - | Arbitrage : Nikoleta Celárová Juges de lignes : Anina Egli Joanna Pobożniak |
| Wang Yuqing      | Gardiens                                                                             | Renata Poltzer   |                                              | Arbitrage : Nikoleta Celárová Juges de lignes : Anina Egli Joanna Pobożniak |
| 4 min            | Pénalités                                                                            | 8 min            |                                              | Arbitrage : Nikoleta Celárová Juges de lignes : Anina Egli Joanna Pobożniak |
| 13               | Tirs                                                                                 | 29               |                                              | Arbitrage : Nikoleta Celárová Juges de lignes : Anina Egli Joanna Pobożniak |

| 10 avril 2016 | Lettonie | 2-4 (1-3, 1-0, 0-1) | Pays-Bas | Pala Hodegart, Asiago 110 spectateurs |

| Feuille de match | Feuille de match                                                                                  | Feuille de match        | Feuille de match | Feuille de match                                                   |
| ---------------- | ------------------------------------------------------------------------------------------------- | ----------------------- | --- | ------------------------------------------------------------------ |
|                  | - Miljone (Mihejenko, Ag. Apsīte) — 16 min 11 s (SN) - Pētersone (Koka, Bičevska) — 35 min 54 s - | 0-1 0-2 1-2 1-3 2-3 2-4 | van Nes (Tjin-a-Ton, Tegelaar) — 2 min 40 s de Jong (Zwarthoed, Wielenga) — 6 min 43 s (SN) - Barbier (Schollaardt) — 16 min 58 s - Zwarthoed (Wielenga, de Jong) — 56 min 34 s | Arbitrage : Lacey Senuk Juges de lignes : Mirjam Gruber Jodi Price |
| Kristiana Apsīte | Gardiens                                                                                          | Bianka Bos              | | Arbitrage : Lacey Senuk Juges de lignes : Mirjam Gruber Jodi Price |
| 14 min           | Pénalités                                                                                         | 20 min                  | | Arbitrage : Lacey Senuk Juges de lignes : Mirjam Gruber Jodi Price |
| 33               | Tirs                                                                                              | 32                      | | Arbitrage : Lacey Senuk Juges de lignes : Mirjam Gruber Jodi Price |

| 10 avril 2016 | Italie | 2-1 (TB) (0-0, 0-1, 1-0, 0-0, 1-0) | Kazakhstan | Pala Hodegart, Asiago 700 spectateurs |

| Feuille de match | Feuille de match                                          | Feuille de match  | Feuille de match                      | Feuille de match                                                                |
| ---------------- | --------------------------------------------------------- | ----------------- | ------------------------------------- | ------------------------------------------------------------------------------- |
|                  | - Bettarini (Furlani) — 45 min 28 s Furlani — 65 min (TB) | 0-1 1-1 2-1       | Konysheva (Tukhtieva) — 32 min 50 s - | Arbitrage : Maija Kontturi Juges de lignes : Michaela Kúdeľová Anne Ruth Kuonen |
| Daniela Klotz    | Gardiens                                                  | Aizhan Raushanova |                                       | Arbitrage : Maija Kontturi Juges de lignes : Michaela Kúdeľová Anne Ruth Kuonen |
| 4 min            | Pénalités                                                 | 10 min            |                                       | Arbitrage : Maija Kontturi Juges de lignes : Michaela Kúdeľová Anne Ruth Kuonen |
| 47               | Tirs                                                      | 17                |                                       | Arbitrage : Maija Kontturi Juges de lignes : Michaela Kúdeľová Anne Ruth Kuonen |

## Classement final
Pour les significations des abréviations, voir statistiques du hockey sur glace.
| Clt   | Équipe         | PJ | V | VP | D | DP | BP | BC | Diff | Pts |
| ----- | -------------- | -- | - | -- | - | -- | -- | -- | ---- | --- |
| +001, | Hongrie        | 5  | 4 | 0  | 1 | 0  | 15 | 10 | +5   | 12  |
| +002, | Lettonie (R)   | 5  | 3 | 0  | 2 | 0  | 16 | 15 | +1   | 9   |
| +003, | Kazakhstan (P) | 5  | 2 | 0  | 2 | 1  | 13 | 14 | -1   | 7   |
| +004, | Italie         | 5  | 1 | 1  | 2 | 1  | 11 | 13 | -2   | 6   |
| +005, | Chine          | 5  | 2 | 0  | 3 | 0  | 10 | 10 | 0    | 6   |
| +006, | Pays-Bas       | 5  | 1 | 1  | 3 | 0  | 11 | 14 | -3   | 5   |

- Promu en Division I A en 2017
- Relégué en Division II A en 2017

## Statistiques individuelles
Pour les significations des abréviations, voir statistiques du hockey sur glace.
| Clt | Joueuse                      | Équipe     | PJ | B | A | Pts | Pun | +/- |
| --- | ---------------------------- | ---------- | -- | - | - | --- | --- | --- |
| 1   | Alyona Fux                   | Kazakhstan | 5  | 5 | 3 | 8   | 0   | +4  |
| 2   | Kong Minghui                 | Chine      | 5  | 3 | 5 | 8   | 2   | +7  |
| 3   | Zarina Tukhtieva             | Kazakhstan | 5  | 2 | 6 | 8   | 2   | +1  |
| 4   | Līga Miljone                 | Lettonie   | 5  | 7 | 0 | 7   | 2   | 0   |
| 5   | Zhang Mengying               | Chine      | 5  | 4 | 3 | 7   | 4   | +5  |
| 6   | Iveta Koka                   | Lettonie   | 5  | 3 | 4 | 7   | 4   | +5  |
| 7   | Chelsea Furlani              | Italie     | 5  | 4 | 2 | 6   | 4   | -2  |
| 8   | Bieke van Nes                | Pays-Bas   | 5  | 2 | 3 | 5   | 10  | +1  |
| 8   | Savine Wielenga              | Pays-Bas   | 5  | 2 | 3 | 5   | 4   | -1  |
| 10  | Anna de la Forest de Divonne | Italie     | 5  | 3 | 1 | 4   | 0   | -2  |

| Clt | Joueuse             | Équipe     | PJ | Min          | BC | Moy  | %Arr  | Bl |
| --- | ------------------- | ---------- | -- | ------------ | -- | ---- | ----- | -- |
| 1   | Wang Yuqing         | Chine      | 5  | 298 min 42 s | 9  | 1,81 | 93,33 | 0  |
| 2   | Aizhan Raushanova   | Kazakhstan | 5  | 304 min 38 s | 14 | 2,76 | 92,47 | 0  |
| 3   | Evija Tētiņa        | Lettonie   | 4  | 240 min 0 s  | 11 | 2,75 | 91,79 | 0  |
| 4   | Anikó Németh        | Hongrie    | 4  | 240 min 0 s  | 7  | 1,75 | 90,79 | 0  |
| 5   | Claudia van Leeuwen | Pays-Bas   | 4  | 226 min 26 s | 10 | 2,65 | 90,74 | 0  |
| 6   | Daniela Klotz       | Italie     | 5  | 274 min 37 s | 9  | 1,97 | 90,32 | 0  |

Nota : seules sont classées les gardiennes ayant joué au minimum 40 % du temps de jeu de leur équipe.
Pour les significations des abréviations, voir statistiques du hockey sur glace.